# Quantenmaterial
Unter Quantenmaterialien versteht man solche Materialien, deren makroskopische Eigenschaften wesentlich durch die quantenphysikalische Wellenfunktion von Elektronen geprägt werden. Dabei unterscheidet man Eigenschaften, die auf Wechselwirkungen zwischen Elektronen zurückzuführen sind (wie z. B. Ferromagnetismus, Antiferromagnetismus und Supraleitung), und Phänomene, die von dem topologischen Charakter der Wellenfunktion abhängen (wie z. B. topologische Isolatoren, Dirac-Halbmetalle, Weyl-Halbmetalle). Ein neuer Forschungszweig beschäftigt sich mit Materialien, die beide Arten von Phänomenen kombinieren (wie z. B. Spinflüssigkeiten und topologische Supraleiter).
Darüber hinaus werden Anwendungen von Quantenmaterialien unter anderem in der Spin-basierten Elektronik (Spintronik), in der Photovoltaik und in Quantenrechnern erkundet.

## Supraleiter

Meißner-Ochsenfeld-Effekt und perfekter Diamagnetismus im Supraleiter unterhalb der Sprungtemperatur T_{c}.

Der Theorie von Bardeen, Cooper und Schrieffer (BCS) zufolge wird das Elektronensystem eines Supraleiters durch eine makroskopisch kohärente, aus Cooper-Paaren zusammengesetzte Wellenfunktion beschrieben. Alle bekannten Supraleiter werden durch eine BCS-Wellenfunktion beschrieben. Man unterscheidet konventionelle Supraleiter, bei denen die Cooper-Paare durch die Elektron-Phonon-Wechselwirkung gebildet werden, und unkonventionelle Supraleiter, bei denen der Mechanismus der Cooper-Paar-Bildung noch nicht endgültig geklärt ist. Da der verschwindende elektrische Widerstand und der perfekte Diamagnetismus von Supraleitern Konsequenzen der makroskopischen Quantenkohärenz der BCS-Wellenfunktion sind, werden Supraleiter als typische Quantenmaterialien angesehen.

## Dirac-Halbmetalle

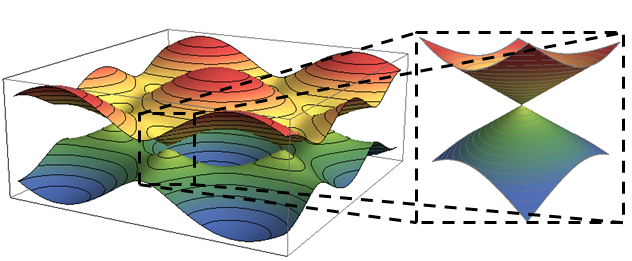
Bandstruktur von Graphen mit Dirac-Dispersion. Dabei ist die Energieachse senkrecht und die Impulsachsen waagerecht.

Die Valenzelektronen von Graphen (d. h. einzelne Monolagen von Graphit) werden durch eine Dirac-Gleichung beschrieben. Aufgrund der zweidimensionalen elektronischen Struktur und der sehr hohen Elektronenbeweglichkeit zeigt der Hall-Widerstand von Graphen ein Quantisierungsverhalten sogar bei Raumtemperatur. Da der Quanten-Hall-Effekt eine Konsequenz der topologischen Eigenschaften der Wellenfunktion zweidimensionaler Elektronensysteme ist, wird auch Graphen als ein typisches Quantenmaterial angesehen. Außerdem wurde im Jahr 2018 Supraleitung in zwei gegeneinander verdrehten Graphen-Schichten nachgewiesen. Andere Dirac-Halbmetalle wie z. B. Na3Bi zeigen einen ungewöhnlichen Magnetwiderstand, der ebenfalls als topologisches Quantenphänomen verstanden wird.